# Fennec (dériveur)
Pour les articles homonymes, voir Fennec (homonymie).
Le Fennec est une classe de dériveur léger économique, dessinée par l'architecte naval Yves Mareschal. Créée en 1962, elle est alors produite en série par le chantier Dupuy Chautard, puis sa production d'abord reprise en 1969 par Yachting-Sélection est poursuivie plus tard par le chantier Jouët.
Au début du XXIe siècle, ce dériveur est toujours présent sur des régates inter séries et sur le marché de l'occasion.

## Historique
Le Fennec, est un dériveur de voile légère, en polyester, dessiné par l'architecte naval Yves Mareschal au début des années 1960. Il est produit en série par le chantier Dupuy Chautard à partir de l'année 1962. Il est présenté en 1963 par la revue Bateaux.
En 1968, le chantier Dupuy Chautard le présente comme un dériveur facile mais compatible également avec une pratique sportive. Il dispose alors d'une dérive pivotante et peut être transporter sur le toit d'une voiture, son mat est composé de deux parties. Une Association des propriétaires de Fennec (ASPROFEN) dispose d'un siège au Chesnay.
En 1969, l'entreprise Dupuy Chautard arrête sa production de bateaux de plaisance et vend ses moules à la société Yachting Sélection, 9 rue Pasteur à Puteaux, dirigée par Gérard Curvelier. Au début des années 1970, sa construction est reprise par le chantier Jouët.
Dans les années 2010, des dériveurs du modèle Fennec sont toujours présents sur des lignes de départs de régates inter séries et  sur le marché de l'occasion.

## Caractéristiques
Suivant la fiche constructeur de 1968 :
La coque a une longueur de 3,73 mètres hors tout, 3,55 m à la flottaison, un bau maximal (largeur) de 1,45 m, et un creux de 65 cm. Son tirant d'eau est de 0,146 m dérive haute et 0,95 m dérive basse. La coque pèse 75 kg seule, et 90 kg avec l'armement au complet. Cette coque est garantie insubmersible par le constructeur, avec des caissons étanches contenant de la « matière expansée » mise dans des sacs de polyéthylène.
La surface de la voilure est de 8,50 m2, ce qui comprend deux voiles en tergal : un foc de 2,15 m2 et une grande voile de 6,35 m2 (des voiles de compétition sont proposées en option). Son armement est notamment constitué par : une dérive pivotante, un palan de halebas à trois brins, un cardan de stick, et un mat, en alliage léger spécial, démontable en deux parties.

## Rating régates intersérie
En 2017, le Fennec est toujours présent sur la table des handicaps dériveurs de la Fédération française de voile (FFV) : il fait partie du groupe L, son rating est 1225, et son coefficient temps sur temps est 0,8163.